# Ruth Prawer Jhabvala
Ruth Prawer (Colonia, República de Weimar, 7 de mayo de 1927 - Nueva York, Estados Unidos, 3 de abril de 2013) fue una escritora y guionista cinematográfica estadounidense de origen alemán. Es conocida por su larga colaboración con Merchant Ivory Productions del el director James Ivory y el productor Ismail Merchant. Escribió una docena de novelas, 23 guiones y ocho colecciones de cuentos;  obtuvo una orden del Imperio Británico en 1998 y una beca conjunta de BAFTA en 2002 con Ivory y Merchant. Es la única persona que ha ganado un premio Booker (en 1995 por Calor y polvo) y dos premios Oscar (ambos al mejor guion adaptado: en 1995 por A Room with a View y en 1992 por Howards End).

## Biografía
Ruth Prawer nació en Colonia, Alemania, de padres judíos, Marcus y Eleanora (Cohn) Prawer. Marcus era un abogado que se mudó a Alemania desde Polonia para escapar del servicio militar obligatorio, y el padre de Eleanora era el cantor de la sinagoga más grande de Colonia. Su padre fue acusado de vínculos comunistas, arrestado y liberado, y ella fue testigo de la violencia desatada contra los judíos durante la Kristallnacht. La familia estuvo entre los últimos grupos de refugiados que pudieron huir del régimen nazi en 1939 y emigró a Gran Bretaña. Su hermano mayor, Siegbert Salomon Prawer (1925–2012), experto en Heinrich Heine y películas de terror, fue miembro del Queen's College y Taylor Professor de lengua y literatura alemanas en la Universidad de Oxford.
Durante la Segunda Guerra Mundial, Prawer vivió en Hendon en Londres, experimentó el Blitz y comenzó a hablar inglés en lugar de alemán. Las obras de Charles Dickens y Lo que el viento se llevó de Margaret Mitchell la acompañaron durante los años de la guerra, leyó el último libro mientras se protegía en los refugios antiaéreos durante el bombardeo de Londres por parte de la Luftwaffe. Se convirtió en ciudadana británica en 1948. Al año siguiente, su padre se suicidó tras descubrir que 40 miembros de su familia habían sido asesinados durante el Holocausto. Prawer asistió a la escuela del condado de Hendon (ahora Hendon School) y luego a Queen Mary College, donde recibió una maestría en literatura inglesa en 1951.
En 1951, Prawer se casó con Cyrus Shavaksha Hormusji Jhabvala, un arquitecto parsi indio y, más tarde, director de la Escuela de Planificación y Arquitectura de Nueva Delhi. La pareja se mudó a una casa en Civil Lines de Delhi donde criaron a tres hijas: Ava, Firoza y Renana. Jhabvala comenzó entonces a elaborar sus experiencias en la India y escribió novelas y cuentos sobre temas indios.
Jhabvala se mudó a la ciudad de Nueva York en 1975 y vivió allí hasta su muerte en 2013, convirtiéndose en ciudadana naturalizada de los Estados Unidos en 1986. Continuó escribiendo y muchas de sus obras, incluidas In Search of Love and Beauty (1983), Three Continents (1987), Shards of Memory (1995) y East into Upper East: Plain Tales From New York and New Delhi (1998) retratan las vidas y los predicamentos de los inmigrantes de la Europa posnazi y posterior a la Guerra Mundial. Muchas de estas obras presentan a la India como un escenario donde sus personajes van en busca de iluminación espiritual solo para terminar defraudados y expuestos a las tendencias materialistas del oriente. The New York Times Review of Books Out of India (1986) como una de las mejores lecturas de ese año. En 1984, recibió una beca MacArthur. La última historia publicada de Jhabvala fue "The Judge's Will", que apareció en The New Yorker el 25 de marzo de 2013.
Jhabvala murió en su casa en la ciudad de Nueva York el 3 de abril de 2013 a la edad de 85 años. James Ivory informó que su muerte fue causada por complicaciones de un trastorno pulmonar. Como reacción a su muerte, Merchant Ivory Productions señaló que Jhabvala había "sido un querido miembro de la familia Merchant Ivory desde 1960, siendo un tercio de nuestro trío indomable que incluye al director James Ivory y al difunto productor Ismail Merchant" y que su muerte fue "una pérdida significativa para la comunidad cinematográfica mundial".

## Actividad literaria

### Años en India
Ruth Prawer vivió en India desde 1951 y durante 24 años. Su primera novela, To Whom She Will, se publicó en 1955. Le siguieron Esmond in India (1957), The Householder (1960) y Get Ready for Battle (1963). The Householder, con guion de Jhabvala, fue filmada en 1963 por Merchant and Ivory. Durante sus años en India, escribió guiones para el dúo Merchant-Ivory para The Guru (1969) y The Autobiography of a Princess (1975). Colaboró con Ivory para los guiones de Bombay Talkie (1970) y ABC After-school Specials: William - The Life and Times of William Shakespeare (1973).
En 1975, ganó el Premio Booker por su novela Heat and Dust, que luego se adaptó al cine. Ese año se mudó a Nueva York donde escribió The Place of Peace.
Jhabvala "permaneció incómoda con la India y todo lo que trajo a su vida", escribió en un ensayo autobiográfico, Myself in India (publicado en London Magazine). Consideró que el "gran animal de la pobreza y el atraso" ("great animal of poverty and backwardness") le hacía intolerable la idea y la sensación de la India, una "centroeuropea con una educación inglesa y un deplorable tendencia al constante autoanálisis". Sus primeros trabajos en la India se centran en los temas del amor romántico y los matrimonios arreglados y son retratos de las costumbres sociales, el idealismo y el caos de las primeras décadas de la India independiente. Al escribir sobre ella en el New York Times, el novelista Pankaj Mishra observó que "probablemente fue la primera escritora en inglés en ver que la clase media occidentalizante de la India, tan preocupada por el matrimonio, se prestaba bien a las comedias de costumbres de Jane Austen".

## Recepción
Sus obras literarias fueron bien recibidas por C. P, Snow, Rumer Godden y V. S. Pritchett, quienes describieron su obra como "el arte más elevado", "un equilibrio entre la sutileza, el humor y la belleza" y como chejoviano en su sentido independiente de autoengaño cómico. Salman Rushdie la describió como una "intelectual desarraigada" cuando la antologizó en el Vintage Book of Indian Writing, y John Updike la describió como una "forastera iniciada".
Inicialmente, los lectores supusieron Jhabvala era india, debido a sus perspicaces representaciones de los matices de los estilos de vida indios. Más tarde, la revelación de su verdadera identidad provocó la caída de las ventas de sus libros en India y la convirtió en blanco de acusaciones sobre "sus actitudes coloniales anticuadas".

## Producciones de Merchant Ivory
En 1963, James Ivory e Ismail Merchant se conectaron con Jhabvala para que escribiera el guion para su debut The Householder, basado en su novela de 1960. Durante su primer encuentro, Merchant dijo más tarde que Jhabvala, tratando de evitarlos, fingió ser la criada cuando los visitaron. La película, estrenada por Merchant Ivory Productions en 1963 y protagonizada por Shashi Kapoor y Leela Naidu, recibió elogios de la crítica y marcó el comienzo de una asociación que resultó en más de 20 películas.
A The Householder le siguió Shakespeare Wallah (1965), otra película aclamada por la crítica. Siguió una serie de películas, incluyendo Roseland (1977), Hullabaloo Over Georgie and Bonnie's Pictures (1978), The Europeans (1979), Jane Austen in Manhattan (1980), Quartet (1981), The Courtesans of Bombay (1983) y Los bostonianos (1984). La producción de Merchant Ivory de Heat and Dust en 1983 le valió a Jhabvala un premio BAFTA al mejor guion adaptado al año siguiente.
Ganó su primer premio de la Academia por su guion de A Room with a View (1986) y ganó un segundo en la misma categoría por Howards End seis años después. Fue nominada a un tercer Premio de la Academia al Mejor guion Adaptado al año siguiente por Lo que queda del día.
Sus otras películas con Merchant e Ivory incluyen Mr. and Mrs. Bridge (1990), Jefferson in París (1995), Surviving  Picasso (1996), A Soldier's Daughter Never Cries (1998) (guion del que fue coautora con Ivory), The Golden Bowl (2000) y The City of Your Final Destination (2009), adaptación de la novela homónima de Peter Cameron, que fue su último guion. Le Divorce, que coescribió con Ivory, fue la última película que presentó al trío de Merchant, Ivory y Jhabvala.
En una entrevista para el British Film Institute, el actor británico James Wilby afirmó que Jhabvala se negó a escribir el guion de la película Maurice de 1987 a pesar de ser "el escritor normal" de las películas de Merchant-Ivory. Wilby supuso que Jhabvala podría haberse sentido incómoda con el tema central de la película, basada en una novela publicada póstumamente por E. M. Forster, que describía una relación gay ambientada en la Inglaterra eduardiana. Según los informes, Ivory estaba "bastante molesto" por la decisión de Jhabvala, dado que su amistad era "increíblemente cercana". Por su parte, Jhabvala aparentemente proporcionó notas para Maurice, pero afirmó que no deseaba escribir el guion, ya que la novela era "sub-Forster y sub-Ivory".
El dúo Merchant-Ivory fue reconocido por el Libro Guinness de los récords mundiales como la colaboración más larga entre un director y un productor, pero Jhabvala formó parte del trío desde el principio. Presentó al dúo al compositor Richard Robbins, después de conocerlo mientras era director del Mannes College of Music, Nueva York, Robbins pasó a componer música para casi todas las producciones de Merchant-Ivory, comenzando con The Europeans en 1979. Madame Sousatzka (1988) fue la única película que Jhabvala escribió que no fue producida por Merchant Ivory.

## Obras literarias

### Novelas
| Año  | Título                       | Notas                                          |
| ---- | ---------------------------- | ---------------------------------------------- |
| 1955 | To whom she will : a novel   | Publicada en los Estados Unidos como Amrita    |
| 1956 | The Nature of Passion        |                                                |
| 1958 | Esmond in India              |                                                |
| 1960 | The Householder              |                                                |
| 1962 | Get Ready for Battle         |                                                |
| 1965 | A Backward Place             |                                                |
| 1972 | A New Dominion               | Publicada en los Estados Unidos como Travelers |
| 1975 | Heat and Dust                |                                                |
| 1983 | In Search of Love and Beauty |                                                |
| 1987 | Three Continents             |                                                |
| 1993 | Poet and Dancer              |                                                |
| 1995 | Shards of Memory             |                                                |

### Historias cortas y colecciones
| Año  | Títulos                                                        | Notas                                                                  |
| ---- | -------------------------------------------------------------- | ---------------------------------------------------------------------- |
| 1963 | Like Birds, Like Fishes                                        |                                                                        |
| 1968 | A Stronger Climate                                             |                                                                        |
| 1971 | An Experience of India                                         |                                                                        |
| 1976 | How I Became a Holy Mother and other stories                   |                                                                        |
| 1986 | Out of India: Selected Stories                                 |                                                                        |
| 1998 | East into Upper East: Plain Tales from New York and New Delhi  |                                                                        |
| 2004 | My Nine Lives : Chapters of a Possible Past                    |                                                                        |
| 2008 | The Teacher                                                    | "The Teacher". The New Yorker. Volume:84. 28 de julio de 2008          |
| 2011 | A Lovesong for India: Tales from East and West                 |                                                                        |
| 2013 | A Judge's Will                                                 | «The judge's will». The New Yorker 89 (6): 88-95. 25 de marzo de 2013. |
| 2018 | At the End of the Century: The Stories of Ruth Prawer Jhabvala |                                                                        |

## Filmografía seleccionada
| Año  | Título                                        | Notas                                                                          |
| ---- | --------------------------------------------- | ------------------------------------------------------------------------------ |
| 1963 | The Householder                               | guion, adaptado de la novela de Jhabvala                                       |
| 1965 | Shakespeare Wallah                            | guion                                                                          |
| 1969 | The Guru                                      | guion                                                                          |
| 1970 | Bombay Talkie                                 | guion                                                                          |
| 1975 | Autobiography of a Princess                   | escrito por                                                                    |
| 1977 | Roseland                                      | historia y guion                                                               |
| 1978 | Hullabaloo Over Georgie and Bonnie's Pictures | escrito por                                                                    |
| 1979 | The Europeans                                 | guion, adaptado de la novela de Henry James                                    |
| 1980 | Jane Austen in Manhattan                      | escrito por, libreto insertado "Sir Charles Grandison" de Jane Austen          |
| 1981 | Quartet                                       | guion, adaptado de la novela de Jean Rhys                                      |
| 1983 | Calor y polvo                                 | guion, adaptado de la novela de Jhabvala                                       |
| 1984 | Las bostonianas                               | guion, adaptado de la novela de Henry James                                    |
| 1985 | Un cuarto con vista                           | guion, adaptado de la novela de E, M. Forster                                  |
| 1988 | Madame Sousatzka                              | guion, adaptado de la novela de Bernice Rubens . Dirigida por John Schlesinger |
| 1990 | Mr. and Mrs. Bridge                           | guion, adaptado de las novelas de Evan S. Connell ( Mr. Bridge & Mrs. puente ) |
| 1992 | Howards End                                   | guion, adaptado de la novela de E. M. Forster                                  |
| 1993 | Lo que queda del día                          | guion, adaptado de la novela de Kazuo Ishiguro                                 |
| 1995 | Jefferson en París                            | guion                                                                          |
| 1996 | Surviving Picasso                             | guion                                                                          |
| 1998 | A Soldier's Daughter Never Cries              | guion, adaptado de la novela de Kaylie Jones                                   |
| 2000 | The Golden Bowl                               | guion, adaptado de la novela de Henry James                                    |
| 2003 | Le Divorce                                    | coescrito por James Ivory, adaptado de la novela de Diane Johnson              |
| 2009 | The City of Your Final Destination            | guion, adaptado de la novela de Peter Cameron                                  |

## Premios y distinciones
Premios Óscar
| Año  | Categoría            | Película                  | Resultado |
| ---- | -------------------- | ------------------------- | --------- |
| 1987 | Mejor guion original | Una habitación con vistas | Ganadora  |
| 1993 | Mejor guion adaptado | Regreso a Howards End     | Ganadora  |
| 1994 | Mejor guion adaptado | Lo que queda del día      | Nominada  |

- 1975: Premio Booker - Calor y polvo [42]
- 1979: Premio Neil Gunn[43]
- 1984: Beca MacArthur[42]
- 1984: London Critics Circle Film Awards - Guionista del año por: Calor y polvo [43]
- 1990: Círculo de Críticos de Cine de Nueva York - Mejor guion: Mr. and Mrs. Bridge [42]
- 2003: Ganadora del premio O. Henry por "Refugio en Londres" [43]